# Tistou les pouces verts
Tistou les pouces verts est le seul conte pour enfants écrit par l'auteur français Maurice Druon. Conte pacifiste d’après-guerre, publié en 1957, il traite du regard de l'enfance sur les grandes personnes et leurs idées toutes faites, et célèbre le pouvoir guérisseur de la nature en opposition au militarisme.

## Résumé
Tistou a les « pouces verts » c'est-à-dire qu'il peut faire germer des fleurs où il le souhaite. Grâce aux fleurs, Tistou rend la ville plus gaie en transformant la prison, l’hôpital et le quartier pauvre. Il arrête même une guerre en fleurissant les canons. Son grand ami Moustache étant mort, il construit une échelle de fleurs et monte au ciel pour le retrouver. Gymnastique, son poney, en déduit que Tistou était un ange.

## Les personnages
- Tistou
- Moustache
- Monsieur Trounadisse
- Amélie
- Carolus
- Le Maître d'école
- le Gardien de la paix
- le Grand-Père
- le Garde champêtre
- le Méchant homme
- le Dr Mauxdivers

Gymnastique (le poney de Tistou)

## Adaptations

### Théâtre
- Fleur de nénuphe : création collective / spectacle de Théâtre de l'Unité ; d'après Tistou les pouces verts de Maurice Druon. Création le 6 février 1978. Collectif de mise en scène et d'écriture animé par Hervé de Lafond.

### Opéra
Un conte lyrique en un acte a été tiré Tistou les pouces verts : opéra pour enfants. Le livret est de Jean-Luc Tardieu, la musique d'Henri Sauguet.
- Représentations :
  - Neuilly : Jardin d'Acclimatation, Petit Théâtre, 04/1981. Spectacle monté en collab. avec des élèves des écoles parisiennes.
  - Nantes : Espace 44, 12/05/1986. Spectacle de la Maison de la Culture de la Loire Atlantique ; décors et costumes de Joël Dabin.
  - Rouen : Opéra de Rouen Normandie, 03/03/2017. Décors Philippine Ordinaire ; costumes Lionel Lesire ; lumières Bertrand Couderc ; vidéo Etienne Guiol ; direction musicale Paul-Emmanuel Thomas ; avec Catherine Trottman, Mikhael Piccone, Rita Matos Alves.
- Partition :
  - Paris : Éditions Billaudot, 2007, 97 p. (ISMN M-043-08026-8)
  - Paris : Éditions Billaudot, cop. 2012, 50 p. 1 disque compact. Illustrations de Roland Sabatier.  (ISBN 979-10-91678-117)

### Dessin animé
Il existe un dessin animé réalisé par Yuji Tanno, scénario de Ryu Tachihara, musique de Jean-Michel Hervé. Film commémoratif de l'Exposition internationale du jardin et de la verdure (Osaka, Japon, 1990).
- Supports vidéo :
  - Paris : TAG films production, 1999. 1 cass. vidéo (1 h 30 min) : coul., SECAM ; 1/2 pouce VHS.  (EAN 3563059802010)
  - Vieuvicq : Tag films distribution, 2005. 1 DVD vidéo monoface simple couche toutes zones (1 h 30 min) : 4/3, coul. (PAL), son., stéréo.  (EAN 3760041823248)